# My Little Pony: La magia de la amistad
My Little Pony: La magia de la amistad (en inglés, My Little Pony: Friendship Is Magic) es una serie de televisión de fantasía animada canadiense-estadounidense basada en la línea de juguetes y obras animadas My Little Pony, de Hasbro. A menudo, los coleccionistas la llamaban la cuarta generación (también conocida como «G4») de la franquicia. La serie se estrenó el 10 de octubre de 2010 en The Hub (que pasó a llamarse Discovery Family el 13 de octubre de 2014) y concluyó el 12 de octubre de 2019. Hasbro seleccionó a la animadora Lauren Faust como directora creativa y productora ejecutiva del programa. Faust buscó desafiar la naturaleza establecida de la línea existente de My Little Pony, creando personajes más profundos y tramas más aventureras; dejó la serie durante la temporada 2, para ser reemplazada por Meghan McCarthy como showrunner por el resto de la serie.
La serie está protagonizada por una estudiosa yegua unicornio (más tarde una yegua alicornio) con rasgos antropomórficos llamada Twilight Sparkle. Su mentora, la Princesa Celestia, la envía a aprender sobre la amistad en el pueblo de Ponyville. Twilight y su asistente dragón Spike se vuelven próximos amigos de otras cinco yeguas: Applejack, Rarity, Fluttershy, Rainbow Dash y Pinkie Pie. Cada uno de estos seis ponis representa una faceta diferente de la amistad. Poco después del comienzo de la serie, Twilight descubre que ellas seis son las portadoras de los artefactos mágicos conocidos como los «Elementos de la Armonía». Twilight y sus amigas viven aventuras y ayudan a otras personas en Equestria mientras resuelven los problemas que van surgiendo en sus propias amistades.
La serie ha sido un gran éxito comercial, convirtiéndose en la producción original mejor calificada en la historia de transmisiones de Hub Network y generando nuevas oportunidades de comercialización para Hasbro, incluidos libros, ropa, tarjetas coleccionables y cómics. A pesar de que el grupo demográfico objetivo de la serie son las niñas, La Magia de la Amistad también ha ganado un gran número de espectadores mayores, principalmente hombres jóvenes y de mediana edad, que se hacen llamar «bronies». Algunas partes del programa se han convertido en parte de la cultura remix y también han formado la base para una gran variedad de memes de Internet.
Una adaptación a largometraje basada directamente en la serie de televisión, titulada My Little Pony: La película, fue estrenada en cines el 6 de octubre de 2017 en los Estados Unidos. En 2013, se lanzó una franquicia derivada, My Little Pony: Equestria Girls. Las dos primeras películas, Equestria Girls y Rainbow Rocks, se exhibieron en proyecciones limitadas en cines antes de la transmisión televisiva y el lanzamiento en los medios domésticos.
Una serie de reinicio derivada, titulada My Little Pony: Pony Life, fue programada para estrenarse en Discovery Family en los Estados Unidos el 7 de noviembre de 2020. Una película, My Little Pony: A New Generation (que marca la quinta generación de la franquicia o la «G5»), fue estrenada el 24 de septiembre de 2021, distribuida a través de la plataforma de streaming Netflix (Paramount Pictures en varios países asiáticos, durante la pandemia de COVID-19). La trama se ambienta muchos años después de los eventos de la serie, desarrollándose en una nueva era sin magia, en la que Twilight Sparkle y sus amigas se han convertido en una leyenda, y los ponis terrestres, unicornios y pegasos se han separado debido a la desconfianza y la paranoia.

## Origen
La empresa Hasbro ha producido varias encarnaciones y líneas de juguetes y entretenimiento relacionadas con la franquicia My Little Pony, a menudo etiquetadas por los coleccionistas como "generaciones". La serie animada My Little Pony Tales, que se estrenó en 1992, fue la serie de televisión más reciente de la línea de juguetes antes de La Magia de la Amistad, con los diseños de pony de la primera línea de juguetes. Fue seguido por varios lanzamientos directos a vídeo, que presentaban diseños posteriores hasta la tercera encarnación de la franquicia. Así como la película de Michael Bay había ayudado a impulsar la nueva línea de juguetes Transformers, Hasbro quería remodelar la franquicia My Little Pony y actualizarla para que se adaptara mejor a la demografía actual y al gusto de las chicas jóvenes. Según Margaret Loesch, directora ejecutiva de Hub Network, volver a visitar propiedades que habían funcionado en el pasado fue una decisión de programación importante, influenciada hasta cierto punto por las opiniones de los ejecutivos de programación de la cadena, algunos de los cuales alguna vez fueron fanáticos de tales programas. La vicepresidenta sénior Linda Steiner también declaró que "tenían la intención de que el programa atrajera a un grupo demográfico más amplio", y que el concepto de "visualización conjunta" de los padres con sus hijos era un tema central de la programación de Hub Network. Los temas centrales que Hasbro buscó para el programa incluyeron las amistades y el trabajo en equipo, factores que determinaron a partir de una investigación de mercado sobre cómo las niñas jugaban con sus juguetes.

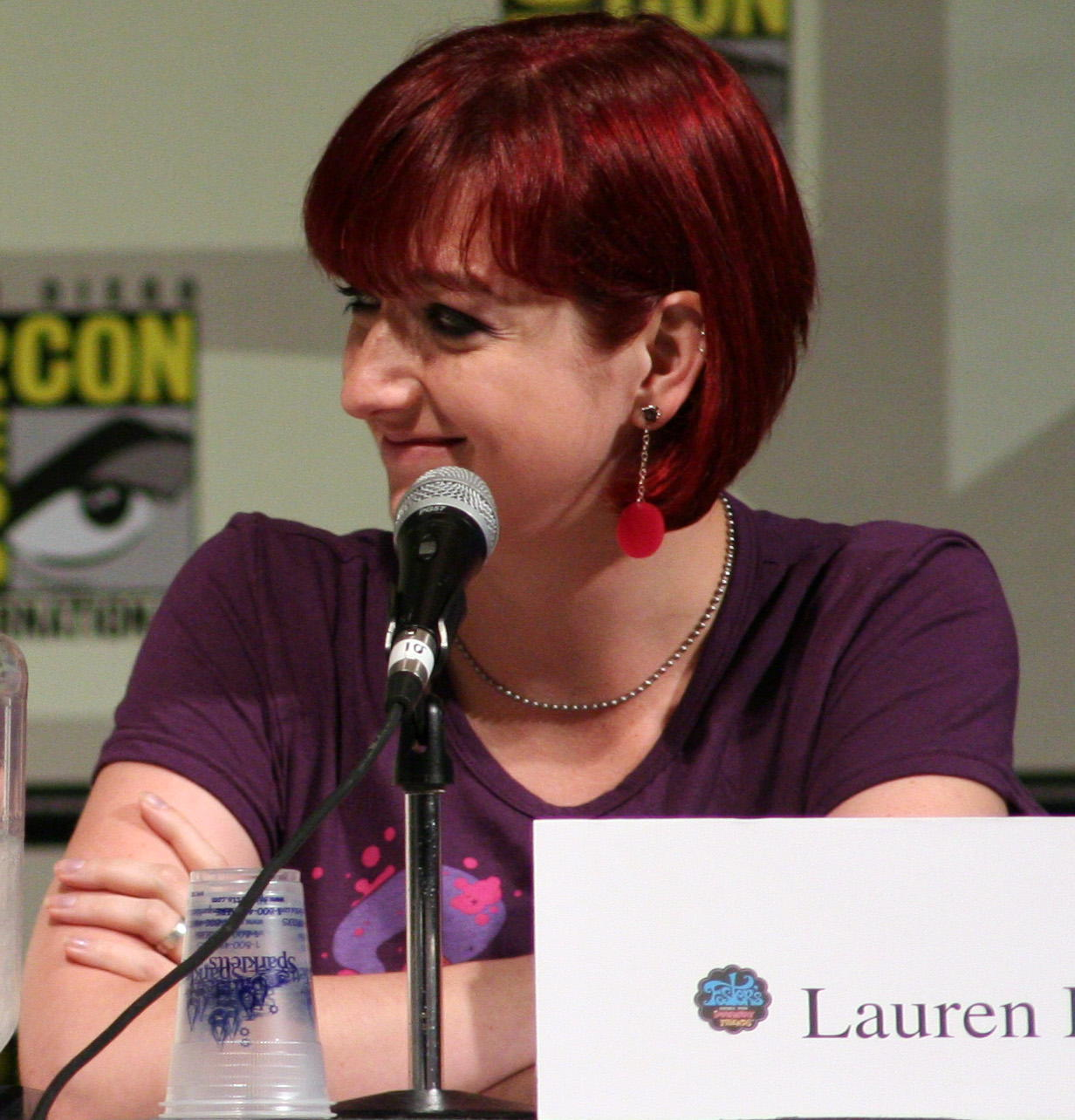
Lauren Faust, desarrolladora y showrunner inicial de My Little Pony: La Magia de la Amistad.

La animadora y escritora Lauren Faust se acercó a Hasbro, buscando convertir la propiedad de juguetes para niñas "Galaxy Girls" en una serie animada. Faust, que había trabajado anteriormente en Las Chicas Superpoderosas y Mansión Foster Para Amigos Imaginarios de Cartoon Network, había estado lanzando animación original dirigida a niñas durante años, pero siempre había sido rechazado por estudios y redes porque las caricaturas para niñas no se consideraban exitosas. Cuando se dirigió a Lisa Licht de Hasbro Studios, Licht le mostró a Faust una de sus recientes obras animadas de My Little Pony, Princess Promenade, "completamente sobre la marcha". Licht consideró que el estilo de Faust se adaptaba bien a esa línea y le pidió que considerara "algunas ideas sobre dónde llevar una nueva versión de la franquicia".
Faust fue contratada inicialmente por Hasbro para crear una biblia de tono para el programa, lo que le permitió obtener ayuda adicional con la conceptualización. Faust dijo que al principio estaba "extremadamente escéptica" acerca de aceptar el trabajo porque siempre había encontrado que los programas basados en juguetes de niñas eran aburridos e irrelevantes. My Little Pony era uno de sus juguetes favoritos de la infancia, pero estaba decepcionada de que su imaginación en ese momento no se parecía en nada a los programas animados, en los que los personajes, según Fausto, "simplemente tenían fiestas de té interminables, se reían de nada y los villanos derrotados compartiendo con ellos o llorando". Con la oportunidad de trabajar en My Little Pony, esperaba demostrar que "los dibujos animados para niñas no tienen por qué ser un charco de suavidad, cursi-wootsy, bondad-dos-zapatos". Para ello, incorporó al diseño de los personajes y al espectáculo muchos elementos que contradecían los estereotipos idealizados de las niñas, como personalidades diversas, el mensaje de que los amigos pueden ser diferentes y pueden entrar en discusiones pero seguir siendo amigos, y la idea de que las niñas no deben estar limitadas por lo que otros dicen que pueden o no pueden hacer. Los elementos de las personalidades de los personajes y la configuración del programa se basaron en su propia imaginación infantil de las aventuras de los ponis, en parte inspirada en los programas animados que sus hermanos verían mientras crecían, como Transformers y G.I. Joe; consideró que estaba haciendo La Magia de la Amistad "para mí cuando tenía ocho años". Faust todavía aspiraba a que los personajes fueran personajes "identificables", utilizando "iconos de la niña" estereotipados (como la niña abandonada o el ratón de biblioteca) para ampliar el atractivo de los personajes para el público femenino joven.
Faust declaró que cuando le dio a Hasbro más ideas para el programa, se sintió inspirada por su respuesta positiva a los elementos no tradicionales. Inicialmente, Faust había propuesto que el programa incluyera "historias de aventuras" en una proporción similar a las "historias de relaciones", pero reconociendo al público objetivo más joven, así como la dificultad de basar tramas complejas en los elementos de la aventura, recortó este contenido y se centró más sobre los intercambios entre los personajes. El programa aún incorpora criaturas episódicas destinadas a asustar a los niños, como dragones e hidras, pero pone más énfasis en las amistades entre los personajes, mostradas con un tono cómico. Cuando se aprobó el programa, Faust había desarrollado tres guiones completos para la serie.
Faust comenzó a elaborar bocetos conceptuales, varios de los cuales aparecieron en su página de DeviantArt, incluidos ponis de la serie original (Twilight, Applejack, Firefly, Surprise, Posey y Sparkler), que luego proporcionaron el núcleo del elenco principal del programa. Hasbro aprobó el programa con Faust como productor ejecutivo y le pidió que completara la biblia del tono. Para ello, Faust trajo a Martin Ansolabehere y Paul Rudish, quien había trabajado con ella en otros programas animados. Faust le da crédito a Rudish por la inspiración de los ponis pegaso que controlan el clima en Equestria, así como por el personaje de Nightmare Moon durante este período. Faust también consultó a Craig McCracken, su esposo y también animador y creador de Las Chicas Superpoderosas y Mansión Foster Para Amigos Imaginarios. Después de ver la versión inicial de la Biblia de tono, Hasbro solicitó más diseños de personajes al equipo de Faust; posteriormente, Faust trajo a bordo a Dave Dunnet y Lynne Naylor para refinar aún más el trasfondo y los estilos de personajes.
Una vez finalizada la biblia de tono, Hasbro y Faust comenzaron a buscar estudios para la animación. Studio B Productions (renombrado como DHX Media el 8 de septiembre de 2010, después de que su empresa matriz, junto con otras subsidiarias de DHX) había trabajado previamente en animaciones basadas en Macromedia Flash y en programas que presentaban una gran cantidad de animales, y Fausto sintieron que serían una buena selección. Studio B solicitó que Jayson Thiessen fuera el director, una elección con la que Faust estuvo de acuerdo. Ella, Thiessen y James Wootton lideraron la finalización de un corto de dos minutos para presentar el producto final a Hasbro, lo que resultó en que la compañía aprobara la producción completa. Faust estima que desde que se le pidió inicialmente que desarrollara el programa hasta este punto, tomó aproximadamente un año.

## Producción
El programa se desarrolla en Hasbro Studios en Los Ángeles, donde se encuentra la mayor parte del personal de redacción, y en DHX Media Vancouver en Vancouver, Columbia Británica, para el trabajo de animación y la mayor parte de la actuación de voz.
El equipo de redacción inicial de Faust en Hasbro Studios incluía varios escritores que habían trabajado con ella en sus programas anteriores y fueron aprobados por Hasbro. Estos incluyeron a Amy Keating Rogers, Cindy Morrow, Meghan McCarthy, Chris Savino, Charlotte Fullerton, M.A. Larson y Dave Polsky. El proceso de escritura comenzó con Faust y Renzetti ideando tramas amplias para cada programa. Luego, los dos mantuvieron una sesión de lluvia de ideas con el escritor de cada episodio, lo que le permitió al escritor escribir escenas y diálogos. Faust y Renzetti luego trabajaron con el escritor para finalizar los guiones y asignar algunas instrucciones básicas del guion gráfico. Hasbro participó en todo este proceso y estableció algunos de los conceptos que se incorporarán al programa. Ejemplos de la influencia de Hasbro incluyen hacer que Celestia sea una princesa en lugar de una reina, hacer que uno de los ponis se centre en la moda y retratar conjuntos de juguetes en lugares relevantes dentro de la historia, como la boutique de Rarity. En algunos casos, Hasbro solicitó que el programa incluyera un escenario, pero permitió que Faust y su equipo crearan su estilo visual, y Hasbro luego basó el juego de juguetes en él; un ejemplo es la escuela de Ponyville. Faust también tuvo que escribir según los estándares E/I (educativos e informativos) que Hasbro requería del programa, lo que dificultaba la elaboración de algunas de las situaciones que normalmente habría hecho en otros programas animados; por ejemplo, Fausto citó que un personaje llamara a otro "cabeza de huevo" como "pisar una línea muy delicada", y que un personaje hiciera trampa en una competencia como "preocupante para algunos". Cada episodio también incluye generalmente una lección moral o de vida, pero se eligieron para "cruzar un amplio espectro de experiencias personales", y no solo para adaptarse a los niños. Debido a que los problemas de propiedad intelectual habían hecho que Hasbro perdiera algunos de los derechos sobre los nombres de los pony originales, el programa incluye una mezcla de personajes originales de la línea de juguetes y nuevos personajes desarrollados para el programa.

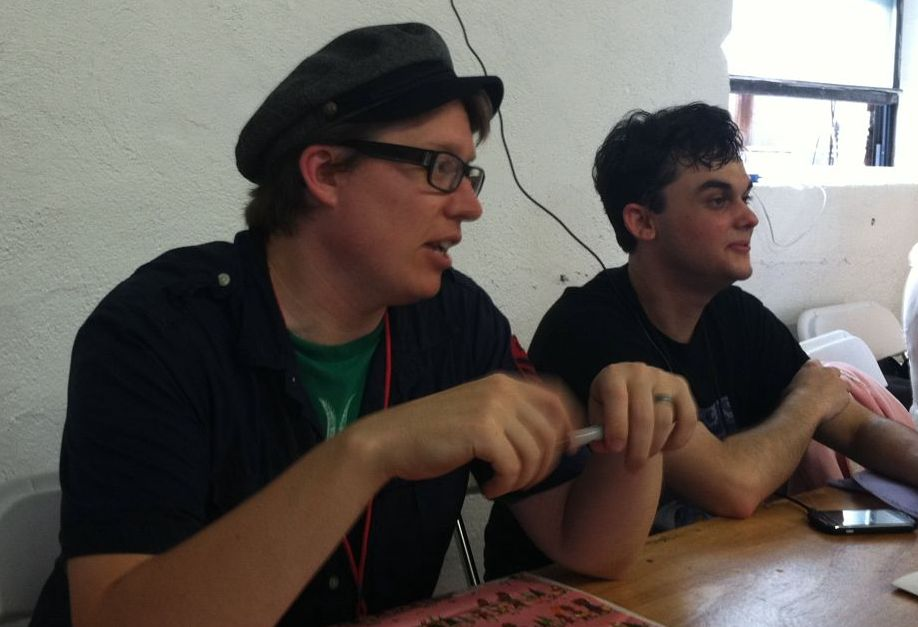
Jayson Thiessen, director supervisor (izquierda), y Shaun Scotellaro ("Sethisto"), el fundador del sitio de fans Equestria Daily, en BroNYCon 2011

Los guiones completos se enviaron a Studio B para su preproducción y animación utilizando Macromedia Flash Professional 8. El equipo de producción de Thiessen también pudo seleccionar personal clave sujeto a la aprobación de Hasbro; uno de los seleccionados fue el director de arte Ridd Sorensen. El equipo de Studio B hizo un guion gráfico de los guiones proporcionados, incorporando cualquier dirección y, a veces, logrando crear escenas que los escritores habían creído imposibles de mostrar en animación. Luego, los animadores prepararon las poses de los personajes clave, el diseño, el arte de fondo y otros elementos principales, y enviaron estas versiones al equipo de producción en Los Ángeles para que Hasbro las revisara y las sugerencias de los escritores. Thiessen atribuyó gran parte de la experiencia técnica en el programa a Wooton, quien creó programas Flash para optimizar la ubicación y presentación de los personajes pony y otros elementos, simplificando y economizando la cantidad de trabajo necesario de los otros animadores. Por ejemplo, las melenas y colas de los ponis son generalmente formas fijas, animadas doblándolas y estirándolas en curvas en tres dimensiones y dándoles una sensación de movimiento sin el alto costo de los pelos animados individuales. Los artistas y animadores del guion gráfico también deben completar los personajes de fondo para las escenas con guion para poblar el mundo. Según la escritora Meghan McCarthy, muchos de los pequeños guiños al fandom, referencias a la cultura pop u otros huevos de Pascua fueron agregados en este punto por el estudio. Una vez que se aprobó y completó el trabajo de preproducción, se animó el episodio. Aunque Studio B realizó el trabajo de animación inicial, los pasos finales se pasaron a Top Draw Animation en Filipinas, un estudio de animación con el que Studio B había trabajado en la última parte de la temporada uno y más allá.
El reparto de voces y la producción están a cargo de Voicebox Productions, con Terry Klassen como director de voz de la serie. Faust, Thiessen y otros participaron en la selección de actores de voz, y Hasbro dio la aprobación final. El trabajo de voz se realiza antes de la animación, con los animadores en la sala para ayudar a proporcionar la dirección; según Libman, esto le permite a ella y a los demás actores interpretar al personaje sin ciertas limitaciones. Libman notó que para grabar sus líneas como la hiperactiva Pinkie Pie, "aprendí que puedo exagerar tanto como quiera y ellos [los animadores] rara vez me hacen retroceder".

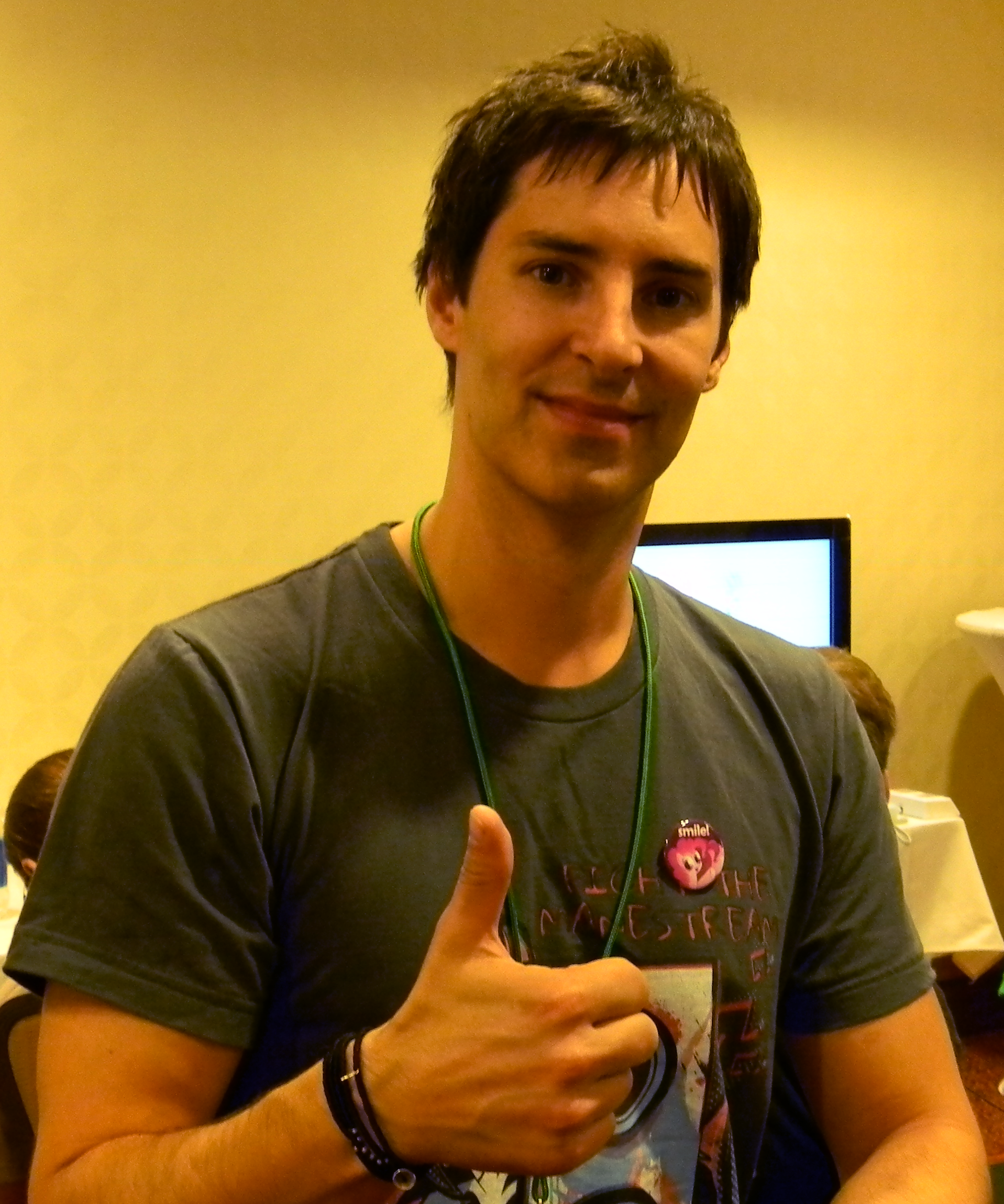
Daniel Ingram en Everfree Northwest 2012

La música de fondo de la serie está compuesta por William Kevin Anderson, y Daniel Ingram compone las canciones, que solo se incluyen si tienen sentido en el guion del episodio. El equipo de producción identifica partes específicas del episodio en las que quieren pistas musicales, lo que permite a Anderson crear la música adecuada para cada una. Ingram trabaja junto con las composiciones de Anderson para crear canciones vocales que se combinan con la música de fondo mientras completan el escenario de fantasía del programa. La composición de la música y las canciones precede con mucho a la transmisión del episodio; por ejemplo, las canciones para la tercera temporada del programa que comenzaron a transmitirse en noviembre de 2012 se compusieron en 2011. Ingram consideró que las canciones de programas anteriores de My Little Pony estaban "un poco anticuadas" y decidió aportar un trabajo más interesante a la serie La Magia de la Amistad. Dichos cambios incluyen hacer canciones con más profundidad emocional que la típica de la animación infantil y tender a escribir canciones que puedan disfrutarse musicalmente fuera del contexto del episodio. Las canciones de Ingram se han vuelto "más grandes y más épicas, más de Broadway y más cinematográficas con el tiempo" con Hasbro bendiciendo el esfuerzo de intentar "algo innovador para la televisión diurna", según Ingram. Los escritores pueden sugerir letras y temas musicales generales; dos ejemplos incluyen canciones escritas por Amy Keating Rogers, quien se declara fan de Stephen Sondheim. La canción "The Art of the Dress" del episodio de la primera temporada "Suited for Success" está inspirada en "Putting it Together" del musical Sunday in the Park with George, mientras que la canción final de la primera temporada, "At The Gala" , se basa en Into the Woods de Sondheim. Un gran número musical en el episodio "The Super Speedy Cider Squeezy 6000" rindió homenaje a la canción "Ya Got Trouble" del musical de Meredith Willson, The Music Man.
Antes de que se aprobara el programa, Hasbro y Faust habían planeado episodios de 11 minutos de duración, a lo que Faust se conformó en su primer guion de larga duración, "The Ticket Master", que era parte de la biblia del tono. Sin embargo, Faust prefirió episodios más tradicionales de 22 minutos, y Hasbro finalmente aceptó esto. Las etapas iniciales de producción fueron muy ajustadas, requiriendo un programa dos veces más rápido que el que Faust había experimentado anteriormente, y una comunicación remota frecuente entre las oficinas de redacción de Los Ángeles y el estudio de animación en Vancouver. En ocasiones, los dos equipos celebraron "cumbres de escritores" para proponer nuevas ideas para personajes y situaciones, en las que el equipo de animación brindó sugerencias sobre imágenes, lenguaje corporal y caracterización. Faust estima que el tiempo para completar un episodio fue de un año; en un momento, el equipo estaba trabajando simultáneamente en varias etapas de los 26 episodios de la primera temporada, y cuando se aprobó la segunda temporada, ese número aumentó temporalmente a 32. Los episodios se emitieron aproximadamente un mes después de su finalización. Thiessen explicó que habían presionado para comenzar a trabajar en la segunda temporada tan pronto como se completara la primera, para evitar la rotación de personal.
Después de la emisión del final de la primera temporada, Faust anunció que había dejado el programa y que sería acreditada en el futuro como productora consultora. Su participación en la segunda temporada consiste principalmente en la concepción de la historia y los guiones, y la participación cesó después de la segunda temporada. A pesar de irse, todavía tiene grandes esperanzas en los miembros del personal, afirmando que "los vacíos que me quedan los están llenando los mismos artistas, escritores y directores increíbles que te trajeron la temporada 1. Estoy seguro de que el programa será tan entretenido como siempre". En una entrevista con la revista New York, Faust declaró que sus razones para irse fueron una combinación de horarios de producción agitados y una falta de control creativo que tenía con la serie. Según su esposo McCracken, la partida de Faust se debió al hecho de que, como programa impulsado por una compañía de juguetes, "había cosas que quería hacer con esa serie que simplemente no podía hacer", y que "todavía hay algo de frustración por "no poder llevar algunas de sus ideas a la pantalla".

## Premisa
La Magia de la Amistad tiene lugar en la tierra de Equestria, poblada por variedades de ponis que incluyen variantes de pegasos y unicornios, junto con otras criaturas sensibles y no sensibles. El personaje central es Twilight Sparkle, una yegua unicornio enviada por su mentora, la princesa Celestia, gobernante de Equestria, a la ciudad de Ponyville para estudiar la magia de la amistad e informar sus hallazgos. En el episodio de apertura del programa "Friendship Is Magic", Twilight resiente esta asignación, ya que está más preocupada por la aparición predicha de Nightmare Moon, la malvada hermana de Celestia. Cuando Nightmare Moon aparece en el lugar de Celestia, prometiendo una noche eterna y haciendo que Celestia desaparezca, Twilight se pone en camino con otras cinco ponis: Applejack, Fluttershy, Pinkie Pie, Rainbow Dash y Rarity, para obtener los Elementos de la armonía y derrotar a Nightmare Moon. Antes de que Twilight pueda activar los Elementos, Nightmare Moon aparece y los destruye. En un destello de inspiración, Twilight se da cuenta de que cada uno de sus nuevos amigos representa uno de los Elementos de la Armonía (Honestidad, Bondad, Risa, Lealtad y Generosidad), y que ella misma representa la pieza final, Magia. El poder mágico de la amistad de los ponis convierte a Nightmare Moon en una princesa Luna arrepentida. Celestia reaparece, se reúne con su hermana la Princesa Luna y decreta que Twilight se quedará en Ponyville para continuar estudiando la magia de la amistad, para la felicidad de Twilight y sus nuevas amigas.
Los episodios posteriores siguen a Twilight y sus amigos lidiando con varios problemas en Ponyville, como problemas interpersonales entre amigos y familiares, así como historias más aventureras que involucran a criaturas como dragones y grifos, y tienen que salvar a Equestria de los villanos. Al final de cada episodio, Twilight envía un informe a Celestia explicando lo que aprendió sobre la amistad en estas aventuras. Esta parte de la fórmula fue abandonada en "Lesson Zero", el episodio de la segunda temporada en el que se convence a Twilight de ser menos rígida en sus deberes percibidos; después de esto, todos los personajes principales aportan reportajes, aunque se descuida la formalidad cuando corresponde. En la cuarta temporada, con la solicitud de informes ya no aplicable, los seis resuelven llevar un diario personal colectivo en el que registran sus pensamientos sobre la vida para la posteridad.
Otro enfoque del programa son las Cutie Mark Crusaders, un trío de yeguas mucho más jóvenes formado por Apple Bloom, Sweetie Belle y Scootaloo, que están obsesionadas con encontrar sus "cutie marks", un símbolo icónico que aparece mágicamente en el flanco de un pony una vez. han descubierto su talento especial en la vida. El programa presenta regularmente episodios centrados en los Crusaders, que aún no han recibido sus cutie marks y son objeto de burlas de otros ponis jóvenes como "flancos en blanco". En respuesta, se apresuran desesperadamente para tratar de descubrir sus talentos y recibir sus propias cutie marks, a menudo haciéndolo con métodos cómicos.
Aunque la mayoría de los episodios están diseñados para ser independientes, la serie presenta continuidad y arcos de la historia general, con varios elementos clave de la serie que cambian; Uno de esos cambios es la evolución de la propia Crepúsculo, que pasa las tres primeras temporadas aprendiendo sobre la amistad y posteriormente Celestia le concede alas para convertirse en una alicornio y una princesa en el final de la temporada 3 "Magical Mystery Cure". En el final de la temporada 4, "Twilight's Kingdom", descubre que es la Princesa de la Amistad y comienza a vivir en un castillo mágico después de la destrucción de su biblioteca por el centauro Lord Tirek. Otros eventos cruciales que impactan la serie son las Cutie Mark Crusaders finalmente obteniendo sus cutie marks en el episodio de la temporada 5 "Crusaders of the Lost Mark"; la introducción de la misma temporada de Starlight Glimmer, un unicornio que se convierte en el alumno de Twilight en el final de temporada "The Cutie Re-Mark"; y Rainbow Dash cumpliendo su sueño de toda la vida de unirse al equipo de vuelo de élite de Wonderbolts en el episodio de la temporada 6 "Newbie Dash".
Cada temporada generalmente tiene un tema y un arco de la historia general: un tema a lo largo de la primera temporada, por ejemplo, es la preparación de los ponis para la Gran Gala del Galope que ocurre en el episodio final de esa temporada. En la temporada 4, las Seis Protagonistas deben encontrar seis llaves de una caja misteriosa revelada después de entregar los Elementos de la Armonía a su fuente original, el Árbol de la Armonía, para salvar Equestria; en el final de temporada, se revela que ya habían obtenido las llaves, en forma de obsequios que recibieron durante la temporada de personas a las que ayudaron. La temporada 8 se centra en las Seis Protagonistas estableciendo la "Escuela de la Amistad" para que los ponis y otras criaturas de Equestria aprendan sobre la amistad, con seis estudiantes en particular a los que se hace referencia como los "Seis Jóvenes" durante toda la temporada. La última temporada (temporada 9) se centra en Twilight preparándose para ser la próxima gobernante de Equestria después del retiro de Celestia y Luna, y el regreso del antiguo villano Grogar, quien ha reunido un equipo de enemigos pasados para derrotar a Twilight y sus amigos y hacerse cargo de Equestria.

## Reparto y personajes
El programa gira en torno a las aventuras y la vida cotidiana de la poni unicornio Twilight Sparkle (con la voz de Tara Strong), su asistente de dragón bebé Spike (Cathy Weseluck) y sus amigos en Ponyville, conocidas coloquialmente como las "Seis Protagonistas":
- Twilight Sparkle (Tara Strong), una pony alicornio princesa y gobernante de Equestria.
- Rainbow Dash (Ashleigh Ball), una pony pegaso leal que ayuda a controlar el clima y aspira a ser parte del famoso equipo de vuelo de Equestria, los Wonderbolts.
- Rarity (Tabitha St. Germain), una pony unicornio glamorosa con estilo para el diseño de moda.
- Fluttershy (Andrea Libman), una pony pegaso callada y tímida que ama la naturaleza y cuida de los animales.
- Pinkie Pie (Libman), una pony hiperactiva que ama hacer fiestas.
- Applejack (Ball), una pony trabajadora que trabaja en la granja de manzanas de su familia.

Otros personajes incluyen a las Cutie Mark Crusaders, que consisten en la hermana menor de Applejack, Apple Bloom (Michelle Creber), la hermana menor de Rarity, Sweetie Belle (Claire Corlett) y Scootaloo (Madeleine Peters). Las dos alicornios que gobierna la Princesa Celestia (Nicole Oliver) y la joven Princesa Luna (St. Germain), también aparecen regularmente; otra alicornio, la Princesa Cadance (Britt McKillip), se presenta en el final de la temporada dos ("A Canterlot Wedding") y supervisa el norte de Imperio de Cristal junto a su esposo Shining Armor (Andrew Francis), un unicornio que también es el hermano mayor de Twilight. El estreno de la quinta temporada "The Cutie Map" presenta a Starlight Glimmer (Kelly Sheridan), una antagonista que posteriormente se convierte en la alumna de Twilight en el final de temporada, "The Cutie Re-Mark".
Muchos amigos, familiares y otros residentes de Ponyville aparecen con frecuencia, incluido el hermano mayor de Applejack, Big McIntosh (Peter New) y la abuela Granny Smith (St. Germain); la maestra de los Crusaders, Cheerilee (Oliver) y sus némesis Diamond Tiara (Chantal Strand) y Silver Spoon (hasta finales de la quinta temporada) (Shannon Chan-Kent); el alcalde de la ciudad, Mayor Mare (Weseluck); y el musculoso pegaso Bulk Bíceps (Michael Dobson). Los personajes notables fuera de Ponyville incluyen a la autoproclamada "grande y poderosa" maga viajera Trixie (Kathleen Barr); la excéntrica cebra Zecora (Brenda Crichlow), que vive en el cercano Everfree Forest y se dedica a la medicina herbalmedicina herbal; la pequeña búfalo de la tribu india  Little Strongheart (Erin Matthews); los Wonderbolts Spitfire (Kelly Metzger) y Soarin (Matt Hill); y la hermana mayor de Pinkie Pie, Maud (Ingrid Nilson), quien rara vez expresa emociones y está obsesionada con las rocas. Las Seis Protagonistas también se enfrentan a varios antagonistas; uno de ellos, el tramposo con apariencia de quimera Discord (John de Lancie), se presenta en el estreno de la segunda temporada "El regreso de la armonía" y posteriormente se convierte en un personaje recurrente del programa.
El programa también cuenta con un extenso elenco de más de 200 personajes secundarios menores. Varios de estos ponis de fondo se convirtieron en los favoritos de los fans, lo que les llevó a ampliar sus roles; el episodio número cien del programa, "Slice of Life", se centra casi por completo en algunos de los más populares.
Existen muchas criaturas y razas además de los ponis, incluidos grifos, dragones y cambiantes. Estas criaturas viven lejos de los ponis y necesitan que se les enseñe el significado de la amistad.

## Reparto
| Personaje         | Actor original                                          |
| ----------------- | ------------------------------------------------------- |
| Twilight Sparkle  | Tara Strong (diálogos) Rebecca Shoichet (canciones)     |
| Fluttershy        | Andrea Libman                                           |
| Fluttershy        | Blu Mankuma(voz masculina)                              |
| Fluttershy        | Alvin Sanders(voz masculina)                            |
| Pinkie Pie        | Andrea Libman (diálogos) Shannon Chan-Kent (canciones)  |
| Rainbow Dash      | Ashleigh Ball                                           |
| Rarity            | Tabitha St. Germain (diálogos) Kazumi Evans (canciones) |
| Applejack         | Ashleigh Ball                                           |
| Spike             | Cathy Weseluck                                          |
| Princesa Celestia | Nicole Oliver                                           |
| Princesa Luna     | Tabitha St. Germainl                                    |
| Princesa Cadance  | Britt McKillip                                          |
| Shinning Armor    | Andrew Francis                                          |
| Apple Bloom       | Michelle Creber                                         |
| Scootaloo         | Madeleine Peters                                        |
| Sweetie Belle     | Claire Corlett                                          |
| Cozy Glow         | Sunni Westbrook                                         |
| Trixie Lulamoon   | Kathleen Barr                                           |
| Reina Chrysallis  | Kathleen Barr                                           |
| Starlight Glimmer | Kelly Sheridan                                          |
| Tirek             | Mark Acherson                                           |
| Sandbar           | Vincent Tong                                            |

## Episodios
La serie consta ya de 9 temporadas, cada una con 26 capítulos, excepto la tercera con 13 capítulos y tiene un total de 221 episodios emitiéndose. También se anunció por parte de Hasbro, y Discovery Family. En 2013 se anunció una cuarta temporada que se estrenó el 14 de julio de 2014. En ese año la serie fue renovada por otras tres temporadas, finalizando el 20 de octubre de 2020.
| Temporada | Temporada | Episodios | Inicio de temporada      | Final de temporada      |
| --------- | --------- | --------- | ------------------------ | ----------------------- |
|           | 1         | 26        | 10 de octubre de 2010    | 6 de mayo de 2011       |
|           | 2         | 26        | 17 de septiembre de 2011 | 21 de abril de 2012     |
|           | 3         | 13        | 10 de noviembre de 2012  | 16 de febrero de 2013   |
|           | 4         | 26        | 23 de noviembre de 2013  | 10 de mayo de 2014      |
|           | 5         | 26        | 4 de abril de 2015       | 28 de noviembre de 2015 |
|           | 6         | 26        | 26 de marzo de 2016      | 22 de octubre de 2016   |
|           | 7         | 26        | 15 de abril de 2017      | 28 de octubre de 2017   |
|           | 8         | 26        | 24 de marzo de 2018      | 27 de octubre de 2018   |
|           | 9         | 26        | 6 de abril de 2019       | 12 de octubre de 2019   |

## Distribución

### Estados Unidos
My Little Pony: La Magia de la Amistad fue uno de los varios programas animados utilizados para estrenar The Hub, una remodelación del canal Discovery Kids de Discovery Communications en los mercados de Estados Unidos. El bloque de programación es un desarrollo conjunto de Hasbro y Discovery, diseñado para competir con bloques de programación similares para familias en otras redes como Disney Channel y Nickelodeon. El primer episodio de La Magia de la Amistad se estrenó en la primera transmisión de Hub, el 10 de octubre de 2010. En marzo de 2011, el programa se renovó para una segunda temporada que saldrá al aire en 2011-12.. El estreno de la segunda temporada el 17 de septiembre de 2011, tuvo 339000 espectadores, y Hasbro informó que el final de la segunda temporada, "A Canterlot Wedding", produjo las mejores calificaciones de la historia de la cadena en su núcleo y otros datos demográficos, con un estimado de 1032400 espectadores.
La serie está dirigida a las niñas de 4 a 7 años.

## Hispanoamérica
My Little Pony: La Magia de la Amistad fue uno de los varios programas animados utilizados para estrenar en Discovery Kids  de Discovery Communications en los mercados de Latinoamérica. El bloque de programación es un desarrollo conjunto de Hasbro y Discovery kids Latinoamérica.40 El primer episodio de My Little Pony: La Magia de la Amistad se estrenó en Discovery Kids el 21 de noviembre de 2011.4142 El estreno de la segunda temporada el 1 de diciembre de 2012,43 tuvo 339000 espectadores,44 y Discovery Kids Latinoamérica informó que el final de la segunda temporada, "A Canterlot Wedding", produjo las mejores calificaciones de la historia de la cadena en su núcleo y otros datos demográficos, con un estimado de 1.032.400 espectadores.[cita requerida]

### Internacional
My Little Pony: La Magia de la Amistad se ha distribuido a los mercados internacionales, incluido Treehouse TV para la audiencia de habla inglesa en Canadá, Boomerang en el Reino Unido hasta 2012 y en Tiny Pop y Pop, dos canales de televisión gratuitos para niños británicos propiedad y operación de Sony Pictures Television, desde septiembre de 2013, Okto en Singapur, Cartoon Network y más tarde Boomerang con Eleven transmitiendo repeticiones en Australia y TV2 en Nueva Zelanda, ntv7 y Astro Ceria en Malasia, e -Junior en los Emiratos Árabes Unidos, Tooniverse en Corea del Sur y TV Tokyo (temporadas 1-2) en Japón. Algunas de estas transmisiones internacionales, incluidas las traducciones de idiomas, se organizaron con Turner Broadcasting System, que había transmitido La Magia de la Amistad y otros programas de Hasbro en muchos de sus canales europeos y del Medio Oriente. La transmisión japonesa del programa tiene dos pistas de audio: la pista de audio original en inglés (disponible a través de SAP) y una pista de audio en japonés. Según Stephen Davis, director ejecutivo de Hasbro Studios, han comercializado el programa en más de 180 territorios de todo el mundo.

### Versión Casera
En los Estados Unidos, los episodios de La Magia de la Amistad están disponibles para su descarga digital a través de iTunes Store. Junto con varias otras propiedades de Hasbro, los episodios del programa se agregaron al servicio de transmisión de video de Netflix el 1 de abril de 2012. Un DVD de dos episodios, "Celebration at Canterlot", se ofreció a las tiendas Target como exclusivo, empaquetado con ciertos juguetes de la franquicia.
Shout! Factory tiene los derechos de publicación de DVD de la serie dentro de la Región 1. Hasta la fecha se han lanzado quince DVD de cinco episodios y tres DVD de seis episodios.
Las primeras seis temporadas de la serie se han lanzado en cajas de DVD completas. Clear Vision, con sede en el Reino Unido, tiene los derechos de publicación de las dos primeras temporadas en la Región 2, incluida la mayor parte de Europa occidental y Oriente Medio; sin embargo, la empresa entró abruptamente en la administración en diciembre de 2013, y ha logrado solo lanzar tres conjuntos de volúmenes de DVD de My Little Pony a partir de abril de 2014 para agosto de 2014. Otro distribuidor de la Región 2 conocido como Primal Screen se había hecho cargo de la licencia de Clear Vision. Madman Entertainment tiene la licencia para publicar la serie a través de DVD y descargas digitales en la Región 4 pero desde la Temporada 4, Beyond Home Entertainment se hizo cargo de la licencia.
| Título                                 | Región 1 Fecha de Lanzamiento | Episodios | Características Adicionales |
| -------------------------------------- | ----------------------------- | --- | --- |
| The Friendship Express                 | 28 de febrero de 2012         | - "Friendship Is Magic" (temporada 1, episodios 1 y 2) - "Over a Barrel" (temporada 1, episodio 21) - "Hearth's Warming Eve" (temporada 2, episodio 11) - "The Last Roundup" (temporada 2, episodio 14) | - Bocetos biográficos de personajes principales - Karaoke para cantar (tema musical completo de dos minutos) - Episodio de Pound Puppies ("The Yipper Caper", T1E1) - Páginas para colorear                                                                             |
| Royal Pony Wedding                     | 7 de agosto de 2012           | - "A Canterlot Wedding" (temporada 2, episodios 25 y 26) - "Hearts and Hooves Day" (temporada 2, episodio17) - "Sweet and Elite" (temporada 2, episodio 9) - "The Best Night Ever" (temporada 1, episodio 26) | - Canto extendido de "Love Is in Bloom" - Canto de "The Perfect Stallion" - Hojas para colorear imprimibles |
| Adventures in the Crystal Empire       | 4 de diciembre de 2012        | - "The Crystal Empire" (temporada 3, episodios 1 y 2) - "It's About Time" (temporada 2, episodio 20) - "Luna Eclipsed" (temporada 2, episodio 4) - "Sonic Rainboom" (temporada 1, episodio 16) | - Canto ("The Ballad of the Crystal Empire") - Hoja para Colorear |
| Conjunto de DVD de la temporada 1      | 4 de diciembre de 2012        | Todos los episodios de la temporada 1 | - Vídeos de canciones para acompañar (tema extendido y "At the Gala") - Hojas para colorear imprimibles - Comentarios de audio con el elenco y el equipo ("La Magia de la Amistad", "Winter Wrap Up", "Suited for Success", "The Show Stoppers", "The Best Night Ever") |
| Pinkie Pie Party                       | 29 de enero de 2013           | - "Feeling Pinkie Keen" (temporada 1, episodio 15) - "Party of One" (temporada 1, episodio 25) - "Baby Cakes" (temporada 2, episodio 13) - "A Friend in Deed" (temporada 2, episodio 18) - "Too Many Pinkie Pies" (temporada 3, episodio 3)                                                                          | - Canto ("Smile Song (Smile, Smile, Smile)") - Kit de actividades para fiestas |
| Princess Twilight Sparkle              | 30 de abril de 2013           | - "Magical Mystery Cure" (temporada 3, episodio 13) - "Games Ponies Play" (temporada 3, episodio 12) - "Magic Duel" (temporada 3, episodio 5) - "MMMystery on the Friendship Express" (temporada 2, episodio 24) - "Lesson Zero" (temporada 2, episodio 3)                                                           | - Canto ("A True, True Friend") - Hoja para colorear |
| Conjunto de DVD de la temporada 2      | 14 de mayo de 2013            | Todos los episodios de la temporada 2 | - Lectura en vivo del evento My Little Pony Project 2012 - Grabación del panel de ponis de la San Diego Comic Con 2012 - Cantos ("The Perfect Stallion", "Love Is in Bloom", "Smile Song", y "Becoming Popular") - Hojas para colorear imprimibles                      |
| A Pony for Every Season                | 19 de noviembre de 2013       | - "Look Before You Sleep" (temporada 1, episodio 8) - "Winter Wrap Up" (temporada 1, episodio 11) - "Too Many Pinkie Pies" (temporada 3, episodio 3) - "Wonderbolts Academy" (temporada 3, episodio 7) - "Apple Family Reunion" (temporada 3, episodio 8) - "Keep Calm and Flutter On" (temporada 3, episodio 10)    | N/A |
| Conjunto de DVD de la temporada 3      | 4 de febrero de 2014          | Todos los episodios de la temporada 3 | - Grabación del panel de ponis de la San Diego Comic Con 2013 - Cantos ("The Ballad of the Crystal Empire" y "A True, True Friend") |
| A Dash of Awesome                      | 25 de marzo de 2014           | - "May the Best Pet Win!" (temporada 2, episodio 7) - "The Mysterious Mare Do Well" (temporada 2, episodio 8) - "Read It and Weep" (temporada 2, episodio 16) - "Daring Don't" (temporada 4, episodio 4) - "Rainbow Falls" (temporada 4, episodio 10)                                                                | N/A |
| The Keys of Friendship                 | 29 de julio de 2014           | - "Rarity Takes Manehattan" (temporada 4, episodio 8) - "Pinkie Apple Pie" (temporada 4, episodio 9) - "It Ain't Easy Being Breezies" (temporada 4, episodio 16) - "Twilight's Kingdom" (temporada 4, episodios 25 y 26)                                                                                             | N/A |
| Spooktacular Pony Tales                | 9 de septiembre de 2014       | - "Boast Busters" (temporada 1, episodio 6) - "Stare Master" (temporada 1, episodio 17) - "Luna Eclipsed" (temporada 2, episodio 4) - "Sleepless in Ponyville" (temporada 3, episodio 6) - "Castle Mane-ia" (temporada 4, episodio 3) - "Bats!" (temporada 4, episodio 7)                                            | N/A |
| Conjunto de DVD de la temporada 4      | 2 de diciembre de 2014        | Todos los episodios de la temporada 4 | - Grabación del panel de ponis de la San Diego Comic Con 2014 - Cantos ("Bats" y "Let the Rainbow Remind You") |
| Adventures of the Cutie Mark Crusaders | 24 de febrero de 2015         | - "Crónicas de la amistad" (temporada 1, episodio 23) - "The Cutie Pox" (temporada 2, episodio 6) - "Flight to the Finish" (temporada 4, episodio 5) - "Pinkie Pride" (temporada 4, episodio 12) - "Twilight Time" (temporada 4, episodio 15)                                                                        | Cantos |
| Cutie Mark Quests                      | 30 de junio de 2015           | - "The Show Stoppers" (season 1, episode 18) - "The Return of Harmony" (temporada 2, episodios 1 y 2) - "The Cutie Map" (temporada 5, episodios 1 y 2) | Canto |
| Games Ponies Play                      | 29 de septiembre de 2015      | - "Fall Weather Friends" (temporada 1, episodio 13) - "Games Ponies Play" (temporada 3, episodio 12) - "Power Ponies" (temporada 4, episodio 6) - "Equestria Games" (temporada 4, episodio 24) - "Appleoosa's Most Wanted" (temporada 5, episodio 6) - "The Lost Treasure of Griffonstone" (temporada 5, episodio 8) | N/A |
| Friends Across Equestria               | 1 de marzo de 2016            | - "Make New Friends but Keep Discord" (temporada 5, episodio 7) - "Slice of Life" (temporada 5, episodio 9) - "Amending Fences" (temporada 5, episodio 12) - "Made in Manehattan" (temporada 5, episodio 16) - "The Mane Attraction" (temporada 5, episodio 24)                                                      | Canto |
| Friends and Family                     | 7 de junio de 2016            | - "One Bad Apple" (temporada 3, episodio 4) - "Maud Pie" (temporada 4, episodio 18) - "Hearthbreakers" (temporada 5, episodio 20) - "Brotherhooves Social" (temporada 5, episodio 17) - "The Gift of the Maud Pie" (temporada 6, episodio 3)                                                                         | N/A |
| Conjunto de DVD de la temporada 5      | 12 de julio de 2016           | Todos los episodios de la temporada 5 | - Grabación del panel de ponis de la San Diego Comic Con 2015 - Cantos |
| Soarin' Over Equestria                 | 2 de agosto de 2016           | - "Griffon the Brush-Off" (temporada 1, episodio 5) - "Hurricane Fluttershy" (temporada 2, episodio 22) - "Testing Testing 1, 2, 3" (temporada 4, episodio 21) - "On Your Marks" (temporada 6, episodio 4) - "Newbie Dash" (temporada 6, episodio 7)                                                                 | N/A |
| Everypony's Favorite Frights           | 30 de agosto de 2016          | - "Bridle Gossip" (temporada 1, episodio 9) - "Owl's Well That Ends Well" (temporada 1, episodio 24) - "Do Princesses Dream of Magic Sheep?" (temporada 5, episodio 13) - "Scare Master" (temporada 5, episodio 21) - "Gauntlet of Fire" (temporada 6, episodio 5)                                                   | N/A |
| Exploring the Crystal Empire           | 7 de febrero de 2017          | - "The Cutie Re-Mark" (temporada 5, episodios 25 y 26) - "The Crystalling" (temporada 6, episodios 1 y 2) - "The Times They Are a Changeling" (temporada 6, episodio 16) | N/A |
| Twilight and Starlight                 | 30 de mayo de 2017            | - "No Second Prances" (temporada 6, episodio 6) - "To Where and Back Again" (temporada 6, episodios 25 y 26) - "Celestial Advice" (temporada 7, episodio 1) - "All Bottled Up" (temporada 7, episodio 2) | N/A |
| Fluttershy                             | 12 de septiembre de 2017      | - "Green Isn't Your Color" (temporada 1, episodio 20) - "Flutter Brutter" (temporada 6, episodio 11) - "Buckball Season" (temporada 6, episodio 18) - "Viva Las Pegasus" (temporada 6, episodio 20) - "Fluttershy Leans In" (temporada 7, episodio 5)                                                                | N/A |
| Holiday Hearts                         | 3 de octubre de 2017          | - "Winter Wrap Up" (temporada 1, episodio 11) - "Castle Sweet Castle" (temporada 5, episodio 3) - "Hearthbreakers" (temporada 5, episodio 20) - "A Hearth's Warming Tail" (temporada 6, episodio 8) - "Not Asking for Trouble" (temporada 7, episodio 11)                                                            | Canto |
| Conjunto de DVD de la temporada 6      | 7 de noviembre de 2017        | Todos los episodios de la temporada 6 | - Grabación del panel de ponis de la San Diego Comic Con 2016 - Cantos |
| Applejack                              | 8 de mayo de 2018             | - "Leap of Faith" (temporada 4, episodio 20) - "Applejack's "Day" Off" (temporada 6, episodio 10) - "The Cart Before the Ponies" (temporada 6, episodio 14) - "P.P.O.V. (Pony Point of View)" (temporada 6, episodio 22) - "Where the Apple Lies" (temporada 6, episodio 23)                                         | Canto |
| Rarity                                 | 17 de julio de 2018           | - "Suited for Success" (temporada 1, episodio 14) - "A Dog and Pony Show" (temporada 1, episodio 19) - "Rarity Investigates!" (temporada 5, episodio 15) - "Forever Filly" (temporada 7, episodio 6) - "It Isn't the Mane Thing About You" (temporada 7, episodio 19)                                                | N/A |
| Pony Trick or Treat                    | 4 de septiembre de 2018       | - "28 Pranks Later" (temporada 6, episodio 15) - "Campfire Tales" (temporada 7, episodio 16) - "To Change a Changeling" (temporada 7, episodio 17) - "Shadow Play - Part 1" (temporada 7, episodio 25) - "Shadow Play - Part 2" (temporada 7, episodio 26)                                                           | N/A |
| Conjunto de DVD de la temporada 7      | 9 de octubre de 2018          | Todos los episodios de la temporada 7 | - Grabación del panel de ponis de la San Diego Comic Con 2017 - Cantos |
| Hearts and Hooves                      | 1 de enero de 2019            | - "Simple Ways" (temporada 4, episodio 13) - "Hard to Say Anything" (temporada 7, episodio 8) - "The Perfect Pear" (temporada 7, episodio 13) - "The Maud Couple" (temporada 8, episodio 3) - "The Break Up Break Down" (temporada 8, episodio 10)                                                                   | Cantos |

## Mercancía y otros medios
La Magia de la Amistad está asociada con el relanzamiento de la línea de juguetes My Little Pony en 2010, con figuras y juegos basados en ella. Una sección del sitio web de Hasbro brinda información sobre La Magia de la Amistad para niños y sus padres, incluidos antecedentes de personajes, videos y juegos y medios interactivos. Debido en parte a los fanáticos mayores, Hasbro ha llegado a ver a My Little Pony como una marca de "estilo de vida", con más de 200 licencias en 15 categorías de productos, que incluyen ropa, artículos para el hogar y medios digitales. La marca recaudó más de 650 millones de dólares estadounidenses en ventas minoristas en 2013, y mil millones de dólares estadounidenses anuales en ventas minoristas en 2014 y 2015.
Hasbro había visto desde el fandom brony para el programa que parte del arte que los fanáticos habían producido eran versiones humanizadas de los personajes del programa. Se inspiraron en eso para desarrollar la serie derivada de películas y cortos My Little Pony: Equestria Girls que se presentó junto con el programa La Magia de la Amistad durante varios años.
A principios de 2019, Hasbro Studios lanzó cinco cortos animados en su canal de YouTube. En junio de 2019, se anunció que se estaba trabajando en una adaptación musical. Una colaboración entre Hasbro y Mills Entertainment, contará con una historia original conservando los aspectos centrales de la amistad. Está previsto que se lance en marzo de 2020 en América del Norte.
My Little Pony: La película, una adaptación cinematográfica animada de la serie de televisión, se estrenó el 6 de octubre de 2017 en los Estados Unidos, distribuida por Lionsgate. La película está dirigida por el director supervisor de la serie Jayson Thiessen y escrita por la showrunner Meghan McCarthy, y está financiada por la subdivisión de películas de Hasbro Studios, Allspark Pictures.
Hasbro y Discovery Family anunciaron una serie animada posterior, My Little Pony: Pony Life. La nueva serie se basa en los mismos personajes, con la mayoría de los mismos actores de voz que regresan, pero presenta un nuevo estilo de animación y se centra en más historias de la vida.

## Recepción

### Crítica
La serie ha recibido críticas positivas de la crítica. Emily VanDerWerff de The A.V. Club notó favorablemente su "alegría absoluta y absoluta" y su falta de cinismo, a diferencia de muchos otros programas que se ganaron un culto de padres y adultos. Elogió la apariencia estilizada de los personajes, la relativa complejidad de las historias para la televisión infantil y las bromas sólidas que hacen que el programa sea agradable tanto para padres como para niños. Ella le dio a la serie una B+. El programa ha sido elogiado por la crítica por su humor y perspectiva moral por Brian Truitt de USA Today. Genevieve Koski de The A.V. Club más tarde comentó que La Magia de la Amistad es un ejemplo de un programa que, aunque se considera "femenino", ha podido aprovechar la cultura nerd para permitirle obtener una aceptación más amplia que otras formas comparables. Emily Ashby de Common Sense Media, una organización que se centra en el aspecto de la crianza de los hijos en los medios de comunicación para niños, le dio al programa una calificación de cuatro de cinco estrellas, enfatizando sus mensajes de amistad, tolerancia y respeto, pero aconsejó a los padres que desconfíen de la "influencia los personajes pueden tener en los deseos de sus hijos, ya que tiene sus raíces en una conocida línea de productos de libros, juguetes y casi todo lo demás". Liz Ohanesian, de L.A. Weekly, dijo que el programa es "absolutamente genuino en sus mensajes sobre la amistad, pero nunca se toma a sí mismo demasiado en serio". Matt Morgan, que escribió para la columna "GeekDad" de Wired, elogió al programa por haber "reiniciado la propiedad de Hasbro desde hace mucho tiempo mientras lograba adornarla con matices geek" y por ser uno de los pocos "programas centrados en las niñas que un padre geek puede apreciar con su hija". El crítico de Los Angeles Times, Robert Lloyd, calificó el programa como "más inteligente, descarado y estéticamente más sofisticado" que cualquiera de las caricaturas anteriores de My Little Pony, y elogió su capacidad para atraer tanto a los niños como a sus padres, ya que es "inteligente, vivaz y bien organizado y nunca terriblemente lindo". TV Guide incluyó a La Magia de la Amistad como uno de los sesenta programas animados más importantes de todos los tiempos en una lista de septiembre de 2013. Otros elogios para el programa incluyeron su estilo, historias, caracterización y discusión del feminismo.
Kathleen Richter de Ms. creía que La Magia de la Amistad hizo poco para cambiar la naturaleza de las animaciones más antiguas para niñas, que ella consideraba "tan sexistas, racistas y heteronormativas". Por ejemplo, sugirió que, a través del personaje de Rainbow Dash, el programa estaba promoviendo el estereotipo de que "todas las feministas son lesbianas enojadas y marimachos". También consideró que los únicos ponis de color más oscuro mostrados hasta la fecha estaban en posiciones de servidumbre hacia el "señor del pony blanco". Lauren Faust respondió a estas afirmaciones afirmando que, si bien Rainbow Dash era una marimacho, "en ninguna parte del programa se hace referencia a su orientación sexual" y "asumir que las [marimachos] son lesbianas es extremadamente injusto tanto para los heterosexuales como para las lesbianas", y además afirma que "el color nunca ha sido representado como un indicador de raza para los ponis". Amidi, quien escribe para el sitio web de animación Cartoon Brew, fue más crítico con el concepto del programa, calificándolo como una señal del "fin de la era impulsada por los creadores en la animación televisiva". El ensayo de Amidi expresó su preocupación de que asignar un talento como Fausto a un programa centrado en los juguetes era parte de una tendencia hacia un enfoque en géneros rentables de animación, como los vínculos de juguetes, para lidiar con una audiencia fragmentada y, en general, "una admisión de derrota para todo el movimiento, un momento de bandera blanca para la industria de la animación televisiva".

### Índices de audiencia
La Magia de la Amistad se estrenó originalmente con una audiencia promedio de 1.4 millones por mes, pero se expandió a 4 millones por mes al final de la primera temporada, haciéndolo el mejor calificado de cualquier oferta de Hasbro en ese momento. Advertising Age informa que la audiencia se duplicó entre la primera y la segunda temporada. The Hub Network informó que "Hearts and Hooves Day", un episodio sobre el tema del Día de San Valentín, que se emitió el 11 de febrero de 2012, en medio de la segunda temporada, fue el episodio más visto del programa y el segundo más alto. de cualquier programa de la red Hub; su audiencia superó el 150% de la del año anterior. Esto fue superado por el final de la temporada dos en dos partes, "A Canterlot Wedding", que se emitió en abril de 2012, marcando la transmisión como la audiencia más alta para Hub Network hasta esa fecha.

### Premios y nominaciones
La Magia de la Amistad fue nominada a tres Premios Leo de Columbia Británica por animación, "Mejor Programa", "Mejor Dirección" y "Mejor Sonido General". Además, las canciones "Becoming Popular (The Pony Everypony Should Know)" (del episodio 9 de la temporada 2, "Sweet and Elite") y "Find A Pet Song" (del episodio 7 de la temporada 2, "May the Best Pet Win!"), ambos escritos por Daniel Ingram, fueron nominados, pero no ganaron, por "Mejor Canción Original: Niños y Animación" en la 39.ª edición de los Premios Emmy Daytime. Marcel Duperreault, Todd Araki, Jason Fredrickson y Adam McGhie recibieron un Premio Leo 2014 por su trabajo en "Power Ponies" al "Mejor Sonido General en un Programa o Serie de Animación" el 1 de junio de 2014.

## Spin-off
Una serie derivada titulada My Little Pony: Pony Life se anunció el 13 de noviembre de 2019. Se transmitió en Discovery Family el 7 de noviembre de 2020, con nuevos juguetes para acompañar el programa. Tara Strong, Ashleigh Ball, Tabitha St. Germain y Andrea Libman regresan para repetir sus respectivos roles de La Magia de la Amistad.